# イスハク・ラズザコフ
イスハク・ラズザコフ（1910年10月25日 - 1979年）は、キルギス・ソビエト社会主義共和国の政治家、ソ連共産党員。
- 1939年～1940年 - ウズベク・ソビエト社会主義共和国ゴスプラン議長
- 1941年～1944年 - ウズベク・ソビエト社会主義共和国啓蒙人民委員
- 1945年～1950年 - キルギス・ソビエト社会主義共和国人民委員会議（閣僚会議）議長
- 1950年～1961年 - キルギス共産党中央委員会第一書記
- 1962年 - ソ連ゴスプランの課長

1952年～1961年、ソ連共産党中央委員会委員。
1979年、モスクワで死去。2000年、ビシュケクに改葬。
1女を有した。